# قزلوبلاغ
قزلوبلاغ (به لاتین: Qozlubulaq) یک منطقه مسکونی در جمهوری آذربایجان است که در شهرستان شکی واقع شده است. قزلوبلاغ ۷۵۵ نفر جمعیت دارد.